# Ігнатово (Дмитровський міський округ)
Ігна́тово (рос. Игнатово) — село у складі Дмитровського міського округу Московської області, Росія.

## Історія
Село Ігнатово згадується під 1563 роком коли половина села з річками, ставками, лісами, болотами, млинами і всіма митрополичими угіддями належала Чудовому монастирю.

## Населення
Населення — 119 осіб (2010; 104 у 2002).
Національний склад (станом на 2002 рік):
- росіяни — 98 %

## Пам'ятки архітектури

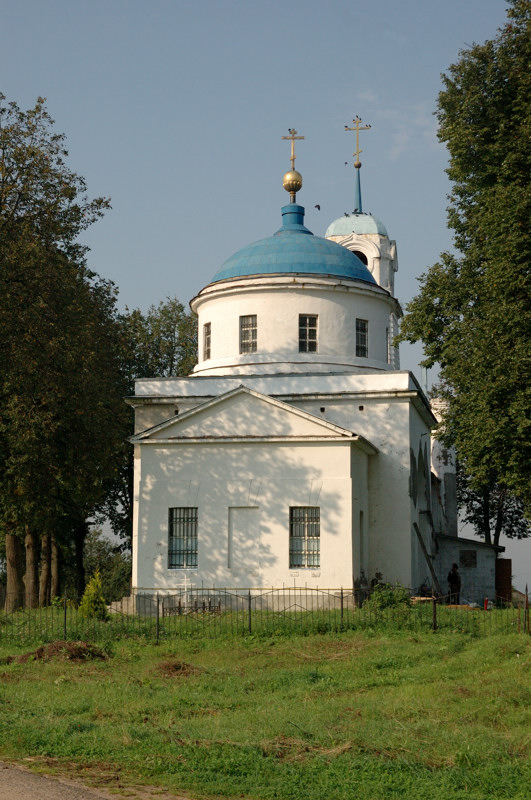
Церква Тихвинської Ікони Божої Матері

У селі знаходиться пам'ятка історії місцевого значення — братська могила радянських воїнів, які загинули у 1941–1942 рр. Також у селі збереглася церква Тихвинської Ікони Божої Матері збудована у 1835 році.

## Цікаві факти
В околицях села у 1982 році знімали один з епізодів фільму Ельдара Рязанова «Вокзал для двох» — там герої Людмили Гурченко та Олега Басилашвілі бігли, повертаючись в колонію.